# Jaime Benítez Rexach
Jaime Benítez Rexach (Vieques, 29 d'octubre de 1908 - San Juan, 30 de maig de 2001) fou un advocat, professor, orador, assagista i polític porto-riqueny. Va dirigir entre 1942 i 1971 la Universitat de Puerto Rico, primer com a rector i després com a president, on fou partidari de mantenir i reforçar la identitat porto-riquenya. En la seva carrera política va ser membre del Frente Unido Pro Constitución de la República de Puerto Rico, delegat a la Convenció Constituent de l'estat Lliure Associat i militant del Partit Popular Democràtic (PPD), del qual va ser comissionat resident a Washington de 1972 a 1976, sota el Govern de Rafael Hernández Colón.
Va cursar estudis a l'Escola Talla de Santurce i es va graduar a l'Escola Superior Central. Va fer estudis a la Universitat de Georgetown, a Washington DC de 1925 a 1931, on es va llicenciar en Dret el 1930, i després va continuar estudis de postgrau. Va estar vinculat per molts anys a la UPR, institució en la qual va ingressar el 1931, com a professor de l'Escola de Ciències Socials i el 1942 fou designat rector. Benítez va atreure a la universitat a erudits i artistes que havien deixat Espanya en la seva guerra civil, com José Ortega y Gasset, Juan Ramón Jiménez, Jorge Guillén, Maria Zambrano i Francisco Ayala. Es va casar amb Lulu Martínez amb qui va tenir dues filles, Clotilde i Margarita, i un fill, Jaime. Va morir el 30 de maig de 2001 amb 92 anys i fou enterrat al Cementiri Santa María Magdalena de Pazzis a San Juan, Puerto Rico.